# Gélase Ier
Gélase Ier, né à Rome ou en Afrique romaine et mort à Rome le 21 novembre 496, est un ecclésiastique chrétien élu évêque de Rome le 1er mars 492.
Malgré la brièveté de son pontificat à une époque où l'Italie dominée par le patrice Odoacre se distancie de l'Empire d'Orient et où la crise acacienne divise la chrétienté, sa contribution aux rapports entre Église et État et au concept même de papauté est importante.
Selon le comput de la tradition catholique, qui le célèbre comme saint le 21 novembre, il est le 49e pape.

## Biographie
La biographie de Gélase Ier n'est connue que par quelques passages du Liber Pontificalis — qui en fait le fils d'un certain Valérius  — et par une notice de Denys le Petit. Selon le Liber Pontificalis, Gélase était originaire d'Afrique (Gelasius, natione Afer) mais dans un document adressé à l'empereur d'Orient Anastase Ier, il se décrit lui-même comme « né romain » (Romanus natus). Ces indications font généralement pencher la recherche pour une naissance à Rome dans une famille d'ascendance africaine quoique certains chercheurs optent pour une possible naissance en province romaine d'Afrique, un territoire impérial avant qu'il passe sous contrôle vandale. En tout état de cause, il devait résider à Rome depuis un certain temps au moment de son accession au siège épiscopal romain.
Si sa biographie est peu connue, les traités et nombreuses lettres qu'il a laissés permettent d'appréhender une partie de son action politique et pastorale.
Il possède une très forte personnalité qu'il met au service de Félix III dont il est le principal collaborateur et dont il rédige les lettres. La succession du défunt pape ne pose d'ailleurs aucun problème puisque Gélase Ier est élu le 1er mars 492 — c'est-à-dire le jour même du décès de son prédécesseur.

### Évêque de Rome
Depuis 476, la péninsule italienne est dominée par les « Barbares » d'Odoacre. Le patriarche Acace de Constantinople (472–489) se considère dès lors comme le « premier des évêques pour l'Église de l'empereur chrétien ». En 482, à l'instigation de l'évêque de Constantinople Acace et dans le but de pacifier les querelles qui déchirent les églises chrétiennes, l'empereur d'Orient Zénon promulgue l’Hénotique (« édit d'union »), un formulaire qui passe le credo de Chalcédoine sous silence, ne faisant pas état de la controverse sur la nature ou les deux natures de Jésus afin de répondre aux vœux du parti chalcédonien modéré et des monophysites, mais finalement personne n'est satisfait et les partis s'excommunient réciproquement. Cette rupture, connue sous le nom de schisme acacien, va durer trente-cinq ans, jusqu'à l'arrivée au pouvoir de l'empereur d'Orient Justin Ier.
À la suite de Félix III, Gélase défend vigoureusement la primauté de Rome contre le schisme d'Acace et poursuit la politique d'indépendance de l'Église romaine, entamée par son prédécesseur, en particulier vis-à-vis de la cour de Byzance et du nouvel empereur d'Orient Anastase Ier toujours favorable au monophysisme. C'est dans le cadre de ces querelles théologico-politiques qu'on lui doit des traités théologiques, dont le livre des deux natures en Jésus-Christ, contre Eutychès et Nestorius. Gélase lutte également avec acharnement contre le pélagianisme, qui relève provisoirement la tête.
C'est durant son pontificat, qu'à partir de 493, l'arien Théodoric le Grand, à la tête des Ostrogoths, prend le pouvoir en Italie. Anastase Ier espère que Théodoric va pouvoir amener Gélase à composer avec l'Orient, mais ce dernier demeure d'une inflexible intransigeance, étant certain des « privilèges du Saint-Siège ». Il fait parvenir à l'empereur d'Orient, en 494, une lettre, où il formule avec clarté le principe qui selon lui doit inspirer les relations entre la papauté et l'empire :

« Je prie Votre Piété de ne pas juger arrogance ce qui est devoir envers la vérité divine. J'espère qu'il ne sera pas dit d'un empereur romain qu'il n'a pas souffert qu'on lui rappelât la vérité. Il y a deux principes, Empereur Auguste, par qui ce monde est régi au premier chef : l'autorité sacrée des pontifes et la puissance royale, et des deux, c'est la charge des prêtres qui est la plus lourde, car devant le tribunal de Dieu ils rendront compte même pour les rois des hommes. Vous savez en effet, Fils très clément, que, bien que vous régniez sur le genre humain, vous courbez avec dévotion la tête devant ceux qui président aux choses divines, et que vous attendez d'eux les moyens de votre salut. »

### Autonomie du spirituel
Le pape Gélase Ier réaffirme ainsi avec vigueur la doctrine traditionnelle de l'autonomie de la juridiction ecclésiastique vis-à-vis du pouvoir politique, affirmant la supériorité du spirituel sur le temporel : l'empereur n'est qu'un fils de l'Église, comme tout chrétien, et non pas un prêtre. Si les empereurs peuvent apporter le soutien de leur autorité temporelle aux évêques, ils devraient rester soumis à ces derniers dans toutes les matières de foi, chacun des deux ordres demeurant ainsi compétent en son domaine propre.
À Rome, où la liturgie chrétienne s'empare peu à peu des rues de l'Urbs, les processions pontificales se rendent successivement dans chacune des églises titulaires où l'évêque de Rome célèbre les offices pour marquer l'unité de la communauté, entouré du clergé et des fidèles. Dans son diocèse suburbicaire, il s'attache à la résolution des problèmes disciplinaires et veille au comportement et au recrutement des clercs. Il fait dresser un polyptyque qui relève les rentes des propriétés de l’Église dont, avec l'argent des donateurs, il répartit les revenus en quatre quarts, entre l'évêque de Rome, les clercs, les nécessiteux et un fonds pour la construction et l'entretien des bâtiments du culte.
Dans le traité Tomus de anathematis uinculo, il réaffirme avec force le primat romain, affirmant que c'est le successeur de Pierre qui lie et délie. Néanmoins l'autorité de l'évêque de Rome n'est pas toujours comprise, et ses directions et instructions peuvent susciter l'étonnement chez ses pairs, à l'instar de l'évêque Honorius de Salone.
On lui attribue faussement un sacramentaire gélasien (Liber sacramentorum Romanae ecclesiae), une compilation du VIe siècle qui institue les rituels des sacrements et les usages liturgiques de l'Église de Rome. On lui a également attribué un texte de la même époque, De libris recipiendis et non recipiendis, désormais connu sous le nom de Décret de Gélase, listant les textes reçus par Rome et les apocryphes, dans lequel certains contemporains ont pu voir un ancêtre de l'index librorum prohibitorum. Il s'agit en fait d'une compilation faite en Gaule méridionale à partir de matériaux d'origine romaine, notamment les actes du synode romain de 382 tenu sous le pontificat de Damase Ier.

## Postérité
Gélase Ier meurt le 21 novembre 496. Même si les positions fermes qu'il soutient dans la défense de la primauté du siège romain avaient déjà trouvé précédemment des défenseurs comme Ambroise de Milan ou Léon Ier, c'est Gélase que le Moyen Âge retiendra et dans ses textes que Grégoire VII puisera les arguments en faveur d'une théocratie pontificale qu'il appelle de ses vœux. Considéré comme saint par l'Église catholique, qui le fête le jour anniversaire de sa mort, c'est avec Victor Ier et Miltiade, l'un des trois papes issus de la province romaine d'Afrique.
Une tradition souvent reprise attribue erronément à Gélase la suppression des Lupercales et leur remplacement par l'institution de processions aux chandelles pour célébrer la présentation de Jésus au Temple de Jérusalem, qui aurait donné naissance à la fête de la Chandeleur, une fête pourtant attestée à Jérusalem dès la fin du IVe siècle et dont la procession romaine n'est attestée que sous le pontificat de Serge Ier à la fin du VIIe siècle.